# Frédéric-Henri de Leiningen-Dagsbourg-Hartenbourg
Frédéric-Henri de Leiningen-Dagsbourg-Hartenbourg (en allemand Friedrich Emich von Leiningen-Dagsburg-Hartenburg) est né à Hartenbourg (Comté de Linange-Dagsbourg-Hartenbourg) le 9 février 1621 et meurt dans la même ville le 26 juin 1698. Il est le fils du comte Jean-Philippe II de Leiningen-Dagsbourg-Hartenbourg (1588-1643) et de Élisabeth de Leiningen-Dagsbourg (1586-1623).

## Mariage et descendance
Le 15 juin 1644 il se marie à Hartenbourg avec Sybille de Waldeck-Wildungen (1619-1678), fille de Christian de Waldeck (1585-1637) et de Élisabeth de Nassau-Siegen (1584-1661). Le couple a 10 enfants :
- Marie-Élisabeth de Leiningen-Dagsbourg-Hartenbourg (1648-1724), mariée avec Frédéric d'Ahlefeldt (1623-1686) (de).
- Henri XIII (1649-1684), marié avec Élisabeth-Christine de Deux-Ponts-Landsberg (1656-1707).
- Christine-Madeleine (1650-1683)
- Dorothée-Sybille (1652-1658)
- Charlotte-Louise (1653-1713)
- Sophie-Juliana (1654-1716)
- Frédéric-Henri, né et mort en 1658
- Jean-Frédéric de Leiningen-Dagsbourg-Hartenbourg (1661-1722), marié avec la princesse Catherine de Bade-Durlach (1677-1746).
- Marie-Polyxène de Leiningen-Dagsbourg-Hartenbourg (1662-1725), mariée avec le prince Jean Ernest de Nassau-Weilbourg (1664-1719)